# Murda
Murda, pseudonimo di Önder Doğan (Amsterdam, 30 gennaio 1984), è un rapper olandese con cittadinanza turca.

## Biografia
Originario di Amsterdam, ha visto la svolta commerciale nel 2017, anno in cui ha conseguito cinque ingressi nelle Dutch Charts, di cui una in top forty. Nell'arco di tre anni ha piazzato altre 16 entrate nella graduatoria dei singoli, tra cui una alla vetta, e ha ottenuto tre dischi di platino e tre d'oro dalla Nederlandse Vereniging van Producenten en Importeurs van beeld- en geluidsdragers, equivalenti a 300 000 unità di vendita certificate. Grazie a Dom Pérignon, un brano inciso con Qlas & Blacka, Henkie T e Jonna Fraser, ha vinto un FunX Music Award per la miglior collaborazione.
Nel 2021 ha realizzato il singolo Gece gündüz, che conta la partecipazione di Mero e che ha fatto il proprio ingresso nelle classifiche di quattro mercati, tra cui Germania e Austria.

## Discografia

### Album in studio
- 2016 – We doen ons best
- 2019 – Baba
- 2020 – Doğa
- 2020 – Made in Turkey (con Ezhel)
- 2025 – Dua

### Singoli
- 2017 – Culé
- 2017 – Trabajo
- 2018 – Gasolina (con Lange e Djaga Djaga)
- 2018 – Issa (con Yawenthoo e Vic9)
- 2018 – Shutdown (con i SFB)
- 2018 – Pistola (feat. Ice & Yung Felix)
- 2019 – Rompe (con Priceless e Frenna)
- 2019 – Runnin' (feat. Jonna Fraser)
- 2019 – Dees girls (Party) (con Rob Cobain, Iyah Wise e JustUs Jonez)
- 2019 – Stretch (feat. Bizzey & Kraantje Pappie)
- 2019 – Blitzkrieg (con Carnage e Nazaar)
- 2019 – Boynumdaki Chain (con Ezhel)
- 2019 – Nereye kadar
- 2020 – Eh baba
- 2020 – Was machst du (con Eno)
- 2020 – On les connais
- 2020 – Napiyon lan (con i SFB)
- 2020 – Made in Turkey (con Ezhel)
- 2020 – Dom Pérignon (con Qlas & Blacka, Henkie T e Jonna Fraser)
- 2021 – Eksi (con Bege e Summer Cem)
- 2021 – Gece gündüz (feat. Mero)
- 2021 – Bullet (con Emiphlocx)
- 2021 – Eigenaar (con Idaly, Kévin, Hef e Henna)
- 2021 – Kafeste
- 2021 – Denedim
- 2021 – Oha (con Summer Cem)
- 2022 – Le cane RMX (con Muti, Summer Cem e Uzi)
- 2022 – Harbiye (con Tabitha)
- 2022 – RS (con Bartofso e Uzi)
- 2022 – Konum gizli (con Mero)
- 2022 – İmdat (con Hadise)
- 2022 – Rarrii
- 2022 – Bela
- 2022 – Salt Bae
- 2023 – Sen dönene kadar (con Hadise)
- 2023 – Fıstık
- 2023 – Ararım yarın (con Mero)
- 2023 – Baby (con Emir Taha)
- 2023 – Pay per View (con DJ Jeezy, Luciano e K-Trap)
- 2023 – Durma (con Spanker)
- 2024 – Yalan dünya
- 2024 – Madness & Badness (con Marlo e Mero)
- 2024 – Benimsin
- 2024 – Te quiero (con Dhurata Dora)
- 2024 – Daş (con Lvbel C5)
- 2025 – Sevgi
- 2025 – Dayanamam (con Ezhel)
- 2025 – Surf (con Motive)

### Collaborazioni
- 2021 – Body (Remix) (Russ Millions e Tion Wayne feat. Murda)